# Halgerda batangas
Halgerda batangas là một loài sên biển mang trần thuộc nhánh Doridacea, là động vật thân mềm chân bụng không vỏ sống ở biển trong họ Dorididae.

## Phân bố
Loài này được tìm thấy ở tây Thái Bình Dương nhiệt đơi, bao gồm: Indonesia, Philippines, quần đảo Solomon, Mabul, New Britain, vịnh Davao, Malaysia, Papua New Guinea, Sulawesi, Great Barrier Reef và Đài Loan.

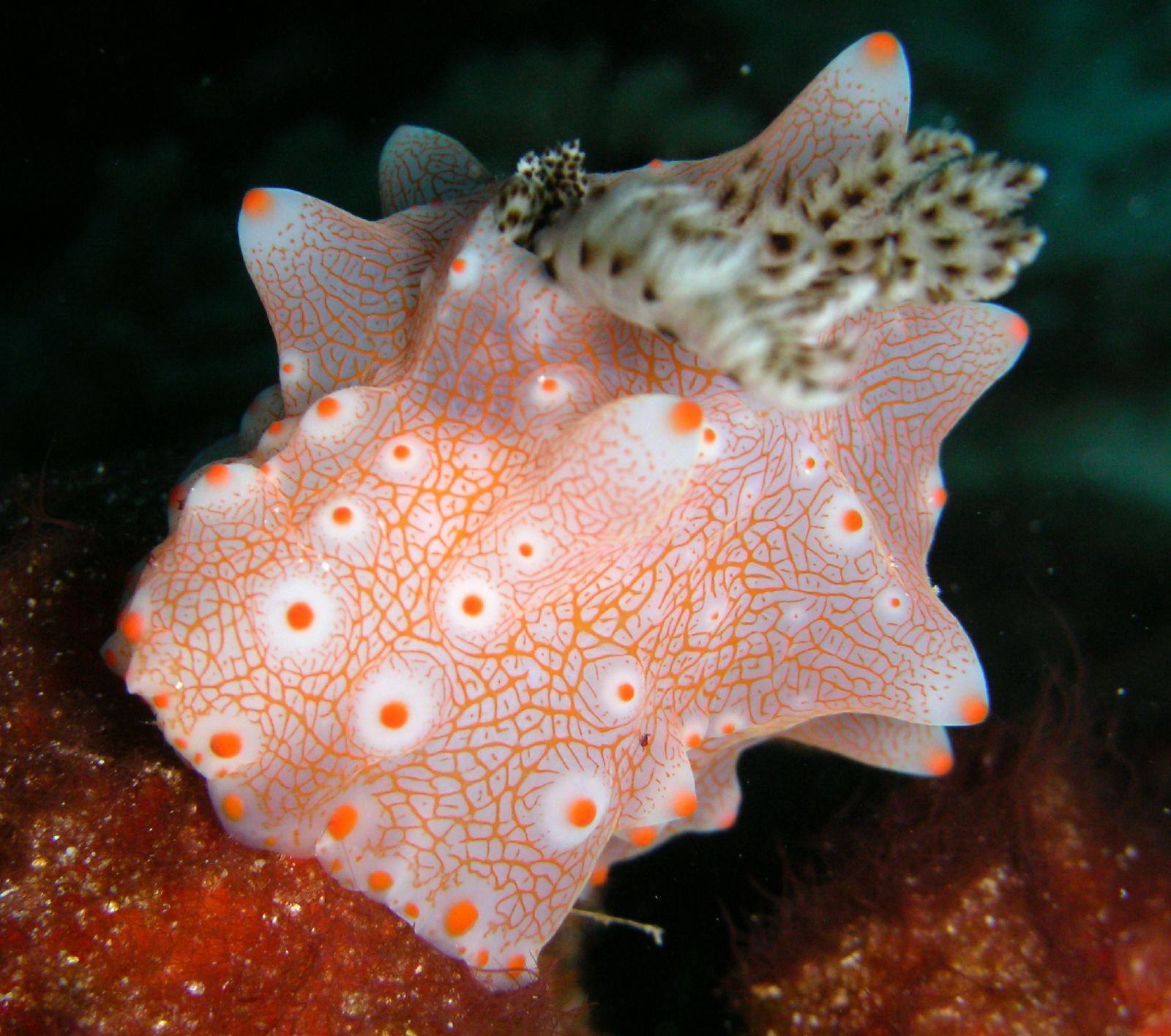
Halgerda batangas
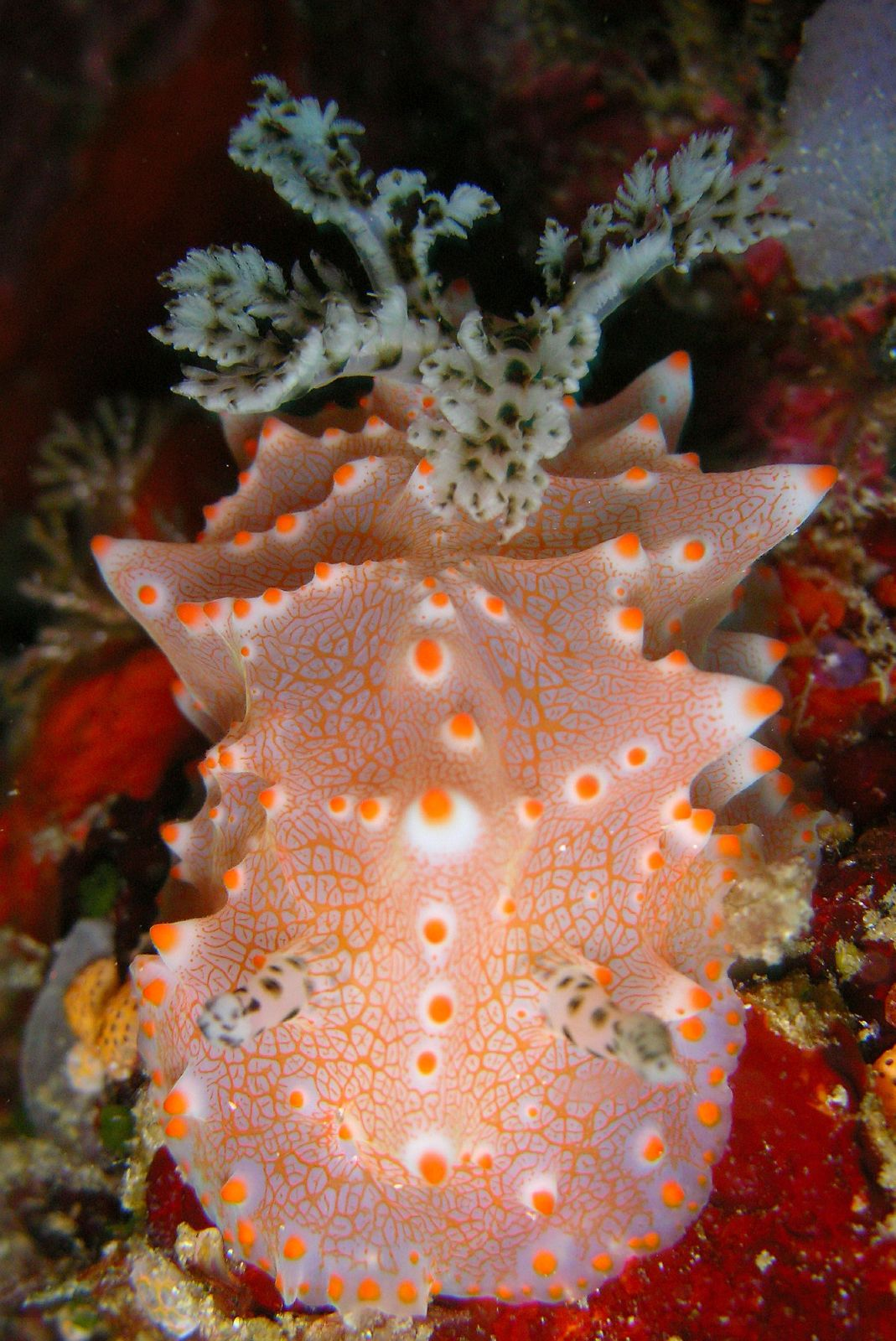
Halgerda batangas